# Boris Naumowitsch Grusman
Boris Naumowitsch Grusman (russisch Борис Наумович Грузман; beim Weltschachbund FIDE Boris Gruzmann; * 17. Dezember 1934) ist ein russischer Schachspieler.

## Leben
Mit 14 Jahren kam Grusman in die Schachsektion im Moskauer Haus der Pioniere. Nach seinem Armeedienst nahm er ein Studium am Automechanischen Institut in Moskau auf. Im Jahr 1959 wurde er Meisteranwärter. Das II. All-Union Volksturnier anlässlich des 50-jährigen Jubiläums der Prawda-Zeitung 1962 in Wladimir beendete er außerhalb der Top 10. Im April 1966 nahm er an einem Scheveninger Turnier in Moskau mit Beteiligung von Abram Chassin, Alexander Saizew, Jacob Murey, Sergej Salov und weiteren Spielern teil. Grusman erspielte sich 7,5 Punkte aus 14 Partien und erhielt dafür den Titel Meister des Sports der UdSSR. Im Jahr 1968 gewann er die offene Meisterschaft der Oblast Moskau in Dubna.
Grusman hat auch im fortgeschrittenen Alter einige Erfolge zu verzeichnen. Bei der Seniorenweltmeisterschaft 1996 in Bad Liebenzell wurde er Sechster, punktgleich mit fünf anderen Spielern. 2009 belegte er den vierten Platz bei der Europäischen Senioren-Meisterschaft im Schnellschach in Rogaška Slatina. Im August 2011 erreichte der in Deutschland lebende Grusman den zweiten Platz, punktgleich mit dem Turniersieger Jurij Vasiljev, bei der Deutschen Senioren-Einzelmeisterschaft in Halle (Saale). Nach vier Jahren gewann er die Deutsche Senioren-Einzelmeisterschaft 2015 in Magdeburg. Grusman gehörte in Deutschland mehreren Schachvereinen (SV Kali Wolmirstedt, SVg Lasker-Steglitz, TuS Makkabi Berlin, Lübecker SV) an. Mit dem SK Zehlendorf spielte er in der 2. Bundesliga Nord. Im Oktober 2012 in Berlin und im November 2014 in Dresden siegte er mit dem SK Präsident (Robert Rabiega, Jakob Meister, Eugen Tripolsky (nur 2012), Salov, Grusman selbst und Reinhard Müller) bei der Deutschen Betriebssport-Mannschaftsmeisterschaft. Im Dezember 2014 wechselte Grusman zum Deutschen Schachbund.
Grusman ist auch als Fernschachspieler kein Unbekannter. In der 25. Europäischen Meisterschaft, die zwischen 1982 und 1987 ausgetragen wurde, belegte er mit 10,5 Punkten aus 14 den zweiten Platz hinter Vladas Gefenas. Auf dem ICCF-Congress 1991 in Järvenpää wurde ihm der Titel Internationaler Meister verliehen.
In Moskau war Grusman bei den SIL-Werken in der Qualitätsabteilung beschäftigt. Als Schachtrainer war er sowohl in Russland (Sowjetunion), als auch in Deutschland aktiv. Zu seinen ehemaligen Schülern zählt GM Leonid Kritz.